# La tierra (película de 1969)
La tierra (en árabe: الأرض) es una película egipcia de 1969 dirigida por Youssef Chahine, basada en una popular novela de Abdel Rahman al-Sharqawi. Protagonizado por Hamdy Ahmed, Yehia Chahine y Ezzat El Alaili, el filme narra el conflicto entre los campesinos y su terrateniente en el Egipto rural en la década de 1930 y explora la compleja relación entre los intereses individuales y las respuestas colectivas a la opresión. Fue presentada en el Festival de Cine de Cannes de 1970.

## Sinopsis
El filme relata la constante lucha de un pequeño pueblo campesino contra las incursiones descuidadas del gran terrateniente local, demostrando por qué la opresión política no conduce necesariamente a un sentimiento de solidaridad entre los desheredados.

## Reparto
- Hamdy Ahmed es Mohammad Effendi
- Yehia Chahine es Hassuna
- Ezzat El Alaili es Abd El-Hadi
- Tewfik El Dekn es Khedr
- Mahmoud El-Meliguy es Mohamed Abu Swelam
- Salah El Saadany es Elwani
- Ali El Scherif es Diab
- Nagwa Ibrahim es Wassifa

Fuente: